# ام الهدم (خيران المحرق)

تعديل مصدري - تعديل

ام الهدم هي إحدى قرى عزلة الدانعى بمديرية خيران المحرق التابعة لمحافظة حجة، بلغ تعداد سكانها 33 نسمة حسب تعداد اليمن لعام 2004.